# Арнд Пајфер
Арнд Пајфер (Волфенбител, 18. март 1987) немачки је биатлонац, скијашки тркач и олимпијски првак.
На Олимпијским играма дебитовао је у Ванкуверу 2010. Пето место освојио је у штафети, седамнаесто у масовном старту и тридесет седмо у спринту и потери.
У Сочију 2014. дошао је до сребра са мушком штафетом, осамнаестог места у масовном старту, деветнаестог у потери и тридесет четвртог у спринту. У Сочију се такође такмичио у скијашком трчању у трци на 50 km слободно где је заузео четрдесето место.
Олимпијски првак постао је на Олимпијским играма у Пјонгчану 2018, где је освојио злато у спринту и бронзу са штафетом.
Са Светских првенстава има дванаесз медаља, четири златне, три сребрне и пет бронзаних. Од 12 медаља, једанаест је освојио у штафета, а једну појединачну, златну у спринту У Ханти-Мансијску 2011.
У генералном пласману Светског купа заузео је четврто место у сезонама 2010–11, 2011–12. и 2016–17.